# Constantin Bender
Constantin Bender (Sint-Niklaas, 12 november 1826 – Sint-Gillis, 26 juli 1902) was een Belgisch componist, dirigent en klarinettist. Hij was een zoon van kapelmeester, klarinettist en componist Jacob (Jacques) Bender, een broer van de klarinettist en kapelmeester Adam Joseph Bender en een neef van de bekende dirigent van het Groot Harmonieorkest van de Belgische Gidsen Jean-Valentin Bender.

## Levensloop
Bender ging op 15-jarige leeftijd als leerling-tamboer in dienst bij het 10e linieregiment en werd op 16 december 1848 bevorderd tot stafmuzikant. In 1849 werd hij soloklarinettist van het 1e linieregiment, waar zijn oom Jean-Valentin Bender sinds 1830 kapelmeester was. In 1864 stelde hij een muziekkorps op, dat met de expeditie van de Belgische vrijwilligers meetrok naar Mexico. Op 1 juli 1880 werd hij bevorderd tot kapelmeester van de Muziekkapel van de Grenadiers.
Nadat hij in 1870 tot onderluitenant en in 1880 tot luitenant bevorderd was, werd hij in 1892 benoemd tot inspecteur van de militaire muziekkorpsen, een functie, in die hij tot 1897 werkzaam was. Constantin Bender was voor een bepaalde tijd ook leider van een muziekschool in de fabriek van Louis De Naeyer in Willebroek.
Als componist schreef hij vooral werken voor militaire kapellen en harmonieorkesten.

## Composities

### Werken voor harmonieorkest
- Hommage à l’armée
- Hommage à Saint-Nicolas (Allegro militaire)
- Le Bienfaiteur
- Le Vainqueur
- Mars van het 1ste Grenadiersregiment
- Marche du Régiment de Chasseurs Ardennais

## Publicaties
- Francis Pieters: Van trompetsignaal tot muziekkapel. Anderhalve eeuw militaire muziek in België, Kortrijk, 1981, p. 201
- E. Grégoir: Les artistes-musiciens belges au XVIIIme et au XIXme siècle, Brussel, 1885, p. 41-42
- André Stoop: Lexicon van het muziekleven in het land van waas, Deel 1: biografieën, Wasiana: Sint-Niklaas Stadsbestuur, 1987
- Pamela Weston: More clarinet virtuosi of the past, London: Pamela Weston, 1977, 392 p., ISBN 978-0-950-62591-1
- Kenneth Walter Berger: Band encyclopedia, Kent, Ohio: Band Associates, 1960, 604 p.
- Karel de Schrijver: Bibliografie der belgische toonkunstenaars sedert 1800, Leuven: Vlaamse, 1958, 152 p.
- Karl Lustner: Totenliste des Jahres 1902 die Musik betreffend, in: Monatshefte fur Musikgeschichte, 1903, p. 115
- Paul E. Bierley, William H. Rehrig: The heritage encyclopedia of band music : composers and their music, Westerville, Ohio: Integrity Press, 1991, ISBN 0-918048-08-7